# Grant Aviation
Grant Aviation — региональная авиакомпания Соединённых Штатов Америки со штаб-квартирой в городе Анкоридж (Аляска), выполняющая регулярные и чартерные внутренние пассажирские и грузовые перевозки по аэропортам штата.
Авиакомпания была основана в 1971 году и вплоть до 1993 года работала под официальным названием Delta Air Service. Одновременно со сменой торговой марки компания перенесла штаб-квартиру из Эммонака в Анкоридж.
Grant Aviation принадлежит трём инвесторам: Джеффу Таггарту, Брюсу Макглассону и Марку «Вуди» Ричарду, выкупившим собственность авиаперевозчика в 2004 году.

## Маршрутная сеть
Авиакомпания обслуживает более ста населённых пунктов Аляски из своих основных центров в аэропортах городов Анкоридж, Бетел, Диллинхем, Эммонак, Хомер, Кенай, Кадьяк и Валдиз. Более 15 % всех рейсов Grant Aviation выполняет транзитом через муниципальный аэропорт Кенай.

## Флот
Парк воздушных судов авиакомпании Grant Aviation составляют легкомоторные турбовинтовые самолёты:
| Тип самолёта       | В эксплуатации | Пассажирских мест |
| Beech BE-200       | 2              | 9                 |
| Cessna 207         | 14             | 6                 |
| Cessna 208         | 7              | 9                 |
| Piper PA-31 Navajo | 7              | 9                 |

## Общественная деятельность
Grant Aviation вместе с авиакомпаниями Bering Air, Frontier Flying Service, Northern Air Cargo, PenAir и Ryan Air участвует в программе «Flying Can» по вывозу из населённых пунктов Аляски алюминиевых банок и термопластиковых бутылок на вторичную переработку заводом Alaskans for Litter Prevention and Recycling.

## Бонусная программа
Авиакомпания Grant Aviation имеет собственную бонусную программу поощрения часто летающих пассажиров «Real Rewards». Баллы начисляются из расчёта 1 балл за 1 потраченный доллар на маршрутах между Анкориджем, Хомером, Кенаем, Кадьяком и Валдизом..

## Авиапроисшествия и несчастные случаи
- 8 декабря 1999 года. Самолёт Cessna 207 потерпел крушение в 79 милях от аэропорта Бетел в плохих метеоусловиях (сильный снег). Погибли пилот и пятеро пассажиров[8].

- 2 сентября 2011 года. Cessna 208 Grand Caravan авиакомпании Grant Aviation, следовавшая из Бетела в Токсук-Бей, столкнулась в воздухе с самолётом Cessna 207 компании Ryan Air в шести милях к северу от деревни Найтмьют. В результате инцидент погиб один человек на борту Cessna 208[9][10].